# Evdokia Kadi
Evdokia Kadi (n. Nicosia, Chipre, 1981) es una cantante chipriota.
Empezó a cantar en 2001 en un café de estudiantes de la Universidad de Chipre. Después participó en varios conciertos dentro y fuera de Chipre con cantantes griegos y chipriotas.
Ha actuado como cantante principal en varios eventos en Chipre y suele ser una cantante habitual en los nightclubs más importantes de Nicosia. En 2006 se unió a la orquesta folklórica de la CyBC.
Tras ganar la preselección nacional de su país para el festival, en 2008 representó a Chipre en el Festival de la Canción de Eurovisión con la canción Femme Fatale, quedándose en la segunda semifinal, en la cual quedó decimoquinta con 36 puntos.